# Shigeru Miyamoto
Pour les articles homonymes, voir Shigeru.
宮本茂
Shigeru Miyamoto (宮本 茂, Miyamoto Shigeru), né le 16 novembre 1952 à Sonobe, est un créateur et producteur japonais de jeu vidéo depuis 1977.
Après des études de design industriel, Miyamoto entre chez Nintendo en 1977, lorsque la société passe de spécialiste des jeux de cartes aux jeux vidéo. Miyamoto participe alors à la création de nombreux jeux sur arcade puis sur les consoles de la firme nippone. Il est le cocréateur des franchises Super Mario, Donkey Kong, The Legend of Zelda, Star Fox, F-Zero et Pikmin pour le compte de Nintendo. Certains des jeux de ces séries sont considérés comme les meilleurs de leur génération, comme Super Mario Bros., Super Mario 64 ou The Legend of Zelda: Ocarina of Time. Il a également supervisé de nombreux titres édités par Nintendo et développés par d'autres studios.
Shigeru Miyamoto est considéré comme la plus grande figure du jeu vidéo. En 1998, il a été la première personne à entrer au Hall of Fame de l'Academy of Interactive Arts and Sciences et en 2007, il reçoit un Game Developers Choice Award pour l'ensemble de sa carrière. Il est actuellement responsable créatif de Nintendo, poste qu'il occupe depuis septembre 2015 et la prise de fonction de Tatsumi Kimishima en tant que PDG.

## Biographie

### Enfance
Shigeru Miyamoto naît le 16 novembre 1952 à Sonobe, un village rural au nord-ouest de Kyoto. Petit-fils d'un charpentier, Miyamoto compense les moyens limités que lui offre le Japon de l'après-guerre en créant ses propres jouets en bois, et réalise ses propres représentations de marionnettes pour se divertir. Il explore également souvent les environs de la maison familiale et notamment la petite montagne du Komugiyama[réf. nécessaire], dont les nombreuses minuscules cavernes, aujourd'hui pour la plupart rebouchées, l'inspireront pour la série The Legend of Zelda.
Au collège, il découvre la télévision et les mangas. Au lycée, il se passionne alors pour les mangas mais également à la fabrication de jouets et au banjo, sans savoir comment ces activités peuvent lui permettre de gagner sa vie,.
En 1973, un an après avoir raté le concours d'entrée, il est reçu à l'université des beaux-arts de Kanazawa, où il passe 4 ans avant de décrocher son diplôme en 1977. Il y suit une formation de designer industriel, où il apprend à concevoir des chaises. Il s'intéresse à titre personnel au monde de l'enfance, et dessine notamment des porte-manteaux (en forme d'éléphants).
À l'âge de 24 ans, Miyamoto obtient un entretien chez Nintendo, via un ami de son père, et montre alors ses créations à Hiroshi Yamauchi, président de Nintendo. Yamauchi décide alors de l'embaucher en tant que designer dans le département planning. Ils ne sont alors que deux au sein de ce service.

### Carrière chez Nintendo
À peine arrivé, il participe déjà au design de certaines consoles Color TV-Game. Ses attributions sont toutefois assez larges, et il travaille aussi sur des petits jouets pour McDonald's ou illustre des cartes et jeux de société. Il commence alors à s'intéresser au design des bornes d'arcade, avec tout d'abord une borne pour jeu de course puis des éléments de design dans le jeu Space Fever.
Son premier succès se base alors sur un échec précédent de Nintendo : la société a développé un jeu, Radar Scope, afin de s'implanter en Amérique. Le jeu est cependant un échec, et Nintendo se retrouve alors avec 2 000 bornes non vendues. Yamauchi demande alors à Gunpei Yokoi d'inventer un jeu pour redresser la barre. Celui-ci fait équipe avec Shigeru Miyamoto, qui manifestait alors son désir de créer des jeux. En trois mois, ils conçoivent le jeu d'arcade Donkey Kong. Selon un épisode de Retro Game One et de La minute du geek sur Nolife, Shigeru Miyamoto devait faire un jeu sur Popeye, mais, Nintendo n'ayant les droits d'adaptation que pour des jeux électroniques de poche, il inventa Mario pour remplacer Popeye. Dans Donkey Kong, le joueur peut anticiper les mouvements, ce qui était une nouveauté. Le jeu met aussi en scène une histoire, ce qui était, là-aussi, une première dans le jeu vidéo. Donkey Kong devient un énorme succès qui permet à Nintendo d'accentuer son implantation en Amérique, qui avait entretemps décollé avec les Game & Watch,. Finalement, un jeu Popeye a bien été conçu par Shigeru Miyamoto en 1982, mais il n'a pas eu le même succès que Donkey Kong[réf. nécessaire].
En 1984, Shigeru Miyamoto devient responsable adjoint de l'unité R&D 4 (renommée EAD), chargée du développement de jeu. Il prend une part incontestable dans la réussite de Nintendo. Son œuvre marque le jeu vidéo dans tous ses domaines, avec des jeux comme Super Mario Bros.,,
Super Mario 64 (grand classique du jeu de plate-forme), la série des Mario Kart, sans oublier l'une des sagas les plus populaires du jeu vidéo, The Legend of Zelda ainsi que sa grande implication dans le développement de GoldenEye, FPS culte de la Nintendo 64 et l'un des plus vendus au monde.
Non content de s'attribuer les plus gros succès vidéo-ludiques de la firme, Miyamoto s'implique dans la conception des consoles avec le dessin des manettes de Nintendo 64, GameCube et la conception de la Super Nintendo. Parmi les avancées du jeu vidéo où il joua un rôle important, on trouve : création des sauvegardes sur cartouche, boutons sous les index (L et R), gâchette, vibrations (ajoutées à la manette par un boitier externe).
Avec Hiroshi Yamauchi, il incarne la conception Nintendo des consoles : « On ne crée pas les produits en fonction de la console, mais la console en fonction des produits. ».
En mars 2006, il reçoit l'insigne de Chevalier de l’ordre des Arts et des Lettres des mains du ministre français de la Culture et de la Communication Renaud Donnedieu de Vabres en même temps que Michel Ancel et Frédérick Raynal.
En 2007, il a été nommé parmi les personnes les plus influentes de l'année par les lecteurs de Time Magazine, et fut classé l'année suivante en première position. Selon une interview faite en 2004[réf. souhaitée], ses jeux favoris sont Donkey Kong, Super Mario Bros., et Pikmin. Même si le choix de son troisième jeu préféré peut paraître étonnant (on aurait pu s'attendre à The Legend of Zelda), Miyamoto se justifie en insistant sur le caractère spécial de Pikmin : « Tout ce qu'on peut retrouver dans Nintendo est dans ce jeu ».
En juillet 2015, à la suite du décès de Satoru Iwata, président de Nintendo, Miyamoto et Genyo Takeda assurent l'intérim de la direction de la compagnie. Miyamoto dit être surpris de la mort soudaine d'Iwata mais que les équipes de Nintendo resteront fidèles à la ligne directrice construite par Satoru Iwata, pour produire dans les années futures ce qu'Iwata aurait apprécié voir. Le 16 septembre 2015, il devient responsable créatif (Creative Fellow) de Nintendo à la suite de la prise de fonction de Tatsumi Kimishima en tant que PDG de la société.

## Influence
Bon nombre des jeux créés par Miyamoto ont bénéficié d'un important succès critique et commercial. Super Mario Bros. 3 a été un grand succès commercial et s'est vendu à 18 millions d'exemplaires, alors que Super Mario 64 a été le jeu le plus vendu sur Nintendo 64, avec 11 millions de jeux écoulés en 2003. En juin 2007, Super Mario 64 est par ailleurs devenu le deuxième titre le plus populaire sur la Console virtuelle, derrière Super Mario Bros.. Ocarina of Time a également bénéficié d'un très bon accueil de la part de la presse spécialisée et s'est placé deuxième dans le classement de l'Official Nintendo Magazine des « 100 plus grands jeux Nintendo de tous les temps ». Super Mario Galaxy et The Legend of Zelda: Twilight Princess ont eux aussi reçu des critiques très élogieuses, notamment pour leurs graphismes et leur jouabilité. Ce dernier s'est par ailleurs vu décerner la note maximale par plusieurs célèbres publications comme Electronic Gaming Monthly, Game Informer et GameSpy,,. Dans la région PAL, qui recouvre la plupart de l'Asie, l'Afrique, l'Amérique du Sud, l'Australie, la Nouvelle-Zélande et la plupart de l'Europe occidentale, The Legend of Zelda:Twilight Princess était le Zelda le plus vendu de toute la série (jusqu’à l’arrivée de The Legend of Zelda: Breath of the Wild en 2017). Durant sa première semaine de vente, le titre se vendait trois fois chaque fois que quatre Wii se vendaient.

## Récompenses et reconnaissance
Le nom du personnage principal du jeu PC Daikatana, Hiro Miyamoto, est un hommage à Miyamoto. Dans la série animée Pokémon, le nom japonais de Régis/Gary, le rival de Sacha/Ash, est Shigeru alors que celui de Sacha est Satoshi ; Shigeru Miyamoto était en fait le mentor du créateur de Pokémon, Satoshi Tajiri. En 1998, Miyamoto a été la première personne à rejoindre le Hall of Fame de l'Academy of Interactive Arts and Sciences. En 2006, Miyamoto a été fait chevalier des Arts et des Lettres par le ministre français de la Culture, Renaud Donnedieu de Vabres.
Le 28 novembre 2006, Miyamoto figurait dans les « 60 ans de héros asiatiques » de Time Asia, aux côtés notamment de Hayao Miyazaki, Gandhi, Mère Teresa, Bruce Lee et du dalaï-lama. Il a plus tard été sélectionné dans le Time 100, liste établie annuellement par le magazine Time des cent personnes les plus influentes dans le monde, à la fois en 2007 et 2008,. Le 7 mars 2007, Miyamoto reçoit le Lifetime Achievement Award aux Game Developers Choice Awards « pour une carrière qui va de la création de Donkey Kong, Super Mario Bros. et The Legend of Zelda aux récentes consoles révolutionnaires de la compagnie, la Nintendo DS et la Wii ». GameTrailers et IGN ont tous deux placé Miyamoto à la première place de leurs classements, respectivement des « dix meilleurs créateurs de jeux » et des « cent meilleurs créateurs de jeux de tous les temps »,.
Dans un sondage réalisé sur des développeurs de jeux par le magazine professionnel Develop, 30 % désignaient Miyamoto comme leur « héros ultime ». Miyamoto a été interviewé par différentes compagnies et organisations comme CNN's Talk Asia et NextLevel.com,. Il a reçu un prix spécial aux BAFTA Games Awards le 19 mars 2010. Il a aussi été récompensé d'un prix Princesse des Asturies en Communications et Humanités, le plus prestigieux prix espagnol.

## Filmographie
- 2023 : Super Mario Bros. le film d'Aaron Horvath et Michael Jelenic : producteur
- Prochainement : The Legend of Zelda (de) de Wes Ball : producteur